# Sarah Stock
Sarah Stock (ur. 4 marca 1979 roku w Winnipeg) – kanadyjska profesjonalna wrestlerka, pracująca aktualnie w federacji Total nonstop action wrestling (TNA). Była mistrzyni Tna Knockout Tag Team Championship wspólnie z Taylor Wilde. Na ringu w Stanach Zjednoczonych znana jako Sarita. Gdy walczy w Meksyku, używa pseudonimu Dark Angel. Stock zadebiutowała w 2002 roku, występując w Federacji Asistencia Asesoría y Administración (AAA).

## Osiągnięcia
Alianza Universal de Lucha Libre
- AULL Copa Internacional Femenil (2007)

Can-Am Wrestling
- Can-Am Wrestling Women's Championship (1 raz)

Consejo Mundial de Lucha Libre
- CMLL Bodybuilding Championship (5 razy)

Federación Internacional de Lucha Libre
- FILL Women's Championship (1 raz)

Lucha Libre Feminil
- LLF Juvenil Championship (1 raz)

Pro Wrestling Illustrated
- PWI zaklasyfikowało ją jako 17 najlepszą na świecie wrestlerkę, w 2009 roku.

Total Nonstop Action Wrestling
- TNA Knockout Tag Team Championship (1 raz) – z Taylor Wilde

Inne tytuły
- Nuevo León State Women's Championship (1 raz)